# Erdbeben von Roermond 1992
Das Erdbeben von Roermond am 13. April 1992 erschütterte um 3:20 Uhr (MESZ) die Niederlande und Deutschland. Das Beben hatte eine Stärke von 5,9 auf der Richterskala (5,4 auf der Momenten-Magnituden-Skala) und war das stärkste Erdbeben in der Region seit dem Dürener Beben von 1756. Das Epizentrum lag 4 km südwestlich von Roermond, das Hypozentrum des Bebens befand sich in 18 km Tiefe. Die Dauer des Bebens lag bei ca. 15 Sekunden.
Allein in Nordrhein-Westfalen wurden 30 Menschen verletzt, zumeist durch herabfallende Dachziegel; es kam zu erheblichen Sachschäden an Gebäuden, z. B. auch am Kölner Dom, der Kölner Kirche St. Theodor und am Aachener Dom. Entlang der Maas und der Rur entstanden lange Spalten und Erdrutsche, und an einigen Stellen traten Sandfontänen aus.
Das Erdbeben war noch in Berlin, München, Mailand und London zu spüren. Die stärksten Schäden auf deutscher Seite entstanden in der Umgebung der Stadt Heinsberg. In den Niederlanden griff das Schadensgebiet noch mehrere Kilometer über Roermond nach Nordwesten aus. Insgesamt wurde der in Deutschland entstandene Schaden auf über 150 Millionen DM beziffert, in den Niederlanden wurde ein Schaden von 170 Millionen Gulden angegeben.
Dem Erdbeben, das sich ohne Vorbeben ereignete, folgten in den nächsten Wochen mehr als 150 Nachbeben.

## Ursachen
Das Erdbeben ereignete sich im Nordwesten der Niederrheinischen Bucht, die sich nach Nordwesten in den Zentralgraben der Niederlande fortsetzt. Die Geologie der Niederrheinischen Bucht ist durch eine immer noch andauernde Dehnung der Erdkruste bestimmt, so dass die Kruste entlang von Nordwest nach Südost verlaufenden Verwerfungen in einzelne Bruchschollen zerbrochen ist. Die Bewegungen fanden vor allem an großen Störungssystemen statt, deren größte die Feldbiss-Verwerfung, der Rurrand-Peelrand-Sprung, der Erft-Sprung und der Viersener Sprung sind. Das Erdbeben von Roermond ging auf eine Bewegung des Peelrand-Sprungs zurück, der nordöstlichen Begrenzung des Rurgrabens, an dem die Südwestscholle um etwa einen halben Meter absank.